# Dongting (socken i Kina, Zhejiang)
Dongting (kinesiska: 东亭, 东亭乡) är en socken i Kina. Den ligger i provinsen Zhejiang, i den östra delen av landet, omkring 150 kilometer sydväst om provinshuvudstaden Hangzhou. Dongting ligger vid sjön Xin'anjiang Shuiku.
Genomsnittlig årsnederbörd är 3 004 millimeter. Den regnigaste månaden är juni, med i genomsnitt 501 mm nederbörd, och den torraste är oktober, med 117 mm nederbörd.